# Pasquale Simonelli
Pasquale Isidoro Simonelli (Saviano, 4 maggio 1878 – San Paolo Belsito, 4 settembre 1960) è stato un banchiere italiano.

## Biografia
Frequentò le scuole normali a Napoli dove ebbe il suo primo impiego come impiegato di banca.
Nel 1897 si recò a New York, negli Stati Uniti d'America, dove, inizialmente, insegnò la lingua italiana e nel 1898-1899, fu bibliotecario al "St. Xavier College".  Nel 1899, sotto la guida del comm. Joseph N. Francolini, Simonelli cominciò la sua carriera di banchiere come impiegato presso la "Italian Savings Bank", di cui divenne segretario nel 1900 e amministratore nel 1901. Nel 1902, prese la cittadinanza statunitense e si affiliò al partito Repubblicano.

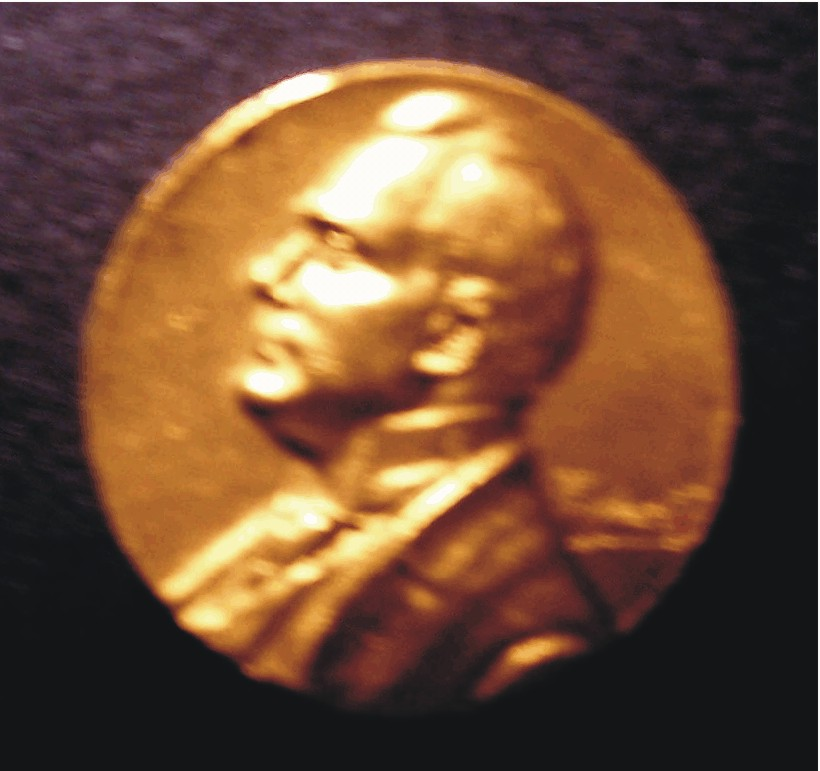
Medaglia regalata da Enrico Caruso a Pasquale Simonelli, il suo impresario di New York nel 1903.
Diritto: Caruso a sinistra. In basso a destra: Salanto, firma dell'autore della medaglia.

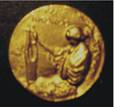
Rovescio: Musa della Musica con lira. Sopra PER RICORDO.
Attorno al bordo: TIFFANY & Co. 24 KT. GOLD (oro) Y
(27 mm.)

Nel 1903, Simonelli fece ottenere a Enrico Caruso un contratto col Metropolitan Opera di New York. Durante la sua carriera favorì il debutto di altri famosi cantanti lirici, come Maria Barrientos, Beniamino Gigli, Titta Ruffo e Riccardo Stracciari, presso lo stesso teatro.
Simonelli sposò Rosa nel 1903 ed ebbe due figli: Julius (nato nel 1904 nella loro residenza estiva di Brighton Ave, Long Branch, New Jersey) e Maria.
Dal 1920 al 1932, Simonelli fu presidente dell'Italian Savings Bank.  Il re d'Italia, Vittorio Emanuele III, gli conferì l'onorificenza di "Commendatore dell'Ordine della Corona d'Italia".  Durante quegli anni egli fu anche vice presidente del Comitato a favore di Sacco e Vanzetti.  Dal 1922 al 1930 fu inoltre tesoriere e direttore dell'"Italian Chamber of Commerce" e tesoriere dell'"Italian Hospital" di New York. Nel 1926, fu direttore ed organizzatore della "Seward National Bank" e dal 1927 al 1934, direttore dell'"Italian Super-Power Co". Quando nel 1932, la "Italian Savings Bank" e la "East River Bank" si fusero, dando vita ad una nuova banca, la "East River Savings Bank", Simonelli ne fu nominato vicepresidente ed amministratore con ufficio al 225 Lafayette Street e residenza al 326 W. 89th St. di New York City fino al 1936.
Nel 1937 Simonelli si ritirò in Italia, nella sua villa a San Paolo Belsito, (Napoli), dove morì il 4 settembre, 1960.  I suoi resti riposano nella cappella di famiglia nel cimitero di Sant'Erasmo, a Saviano, (Napoli).